# Козак, Ярослав Николаевич
Ярослав Николаевич Козак (12 апреля 1967, Львов, Украинская ССР, СССР) — украинский футболист, нападающий.

## Игровая карьера
Во взрослом футболе начинал играть в командах  «Волынь» (Луцк) и «Авангард» (Ровно) во второй лиге чемпионата СССР.
В 1991 году перешёл в львовские «Карпаты», с которыми в том же сезоне стал победителем группы второй лиги. Также Козак с 10 мячами стал лучшим бомбардиром сезона в составе львовян.
В следующем сезоне «Карпаты» выступали в высшей лиге чемпионата Украины. 6 марта 1992 года в первом же матче («Черноморец», 2:2) Ярослав дебютировал в высшем дивизионе, а уже через три дня, 9 марта в ворота «Эвиса» забил свой первый гол в чемпионатах Украины. Я этом сезоне Ярослав подтвердил прошлогоднее звание лучшего бомбардира львовской команды, став с 5 голами вновь лучшим.
В 1993 году, уйдя из «Карпат», некоторое время играл в команде первого дивизиона чемпионата Польши «Химик» (Быдгощ).
После возвращения на Украину выступал в командах ФК «Львов», СК «Николаев», «Верес» и «Газовик» (Комарно).